# Річмонд-парк
51°26′58″ пн. ш. 0°16′26″ зх. д. / 51.449444444444° пн. ш. 0.27388888888889° зх. д.
Річмонд-парк (англ. Richmond Park) — пейзажний парк, що розташований на південному заході Лондона в боро Річмонд-на-Темзі. Заснований Карлом I у XVII столітті як оленячий заповідник. Він є найбільшим королівським парком Лондона та має як національне, так і міжнародне значення для охорони дикої природи.
Включений до реєстру англійських історичних парків та садів особливого історичного значення. Краєвиди Річмонд-парку надихнули багатьох знаменитих художників, а також тут було знято кілька фільмів та серіалів.
На території парку розташовано безліч будівель, що становлять архітектурну та історичну цінність. У будівлі Уайт Лодж — колишній королівській резиденції, розташована Королівська школа балету. Межові стіни парку та десять інших будівель включені до списку пам'яток архітектури II ступеня, включаючи Пембрук-лодж — будинок прем'єр-міністра Великої Британії XIX століття Джона Рассела та його онука, філософа Бертрана Рассела.
Спочатку парк як заповідник належав монарху, але зараз вхід відкритий для всіх відвідувачів; на території Річмонд-парку розташовано поле для гольфу та інші вигоди для спорту та відпочинку. Парк відіграв важливу роль в обох світових війнах, а також Олімпійських іграх 1948 та 2012 років.

## Природа

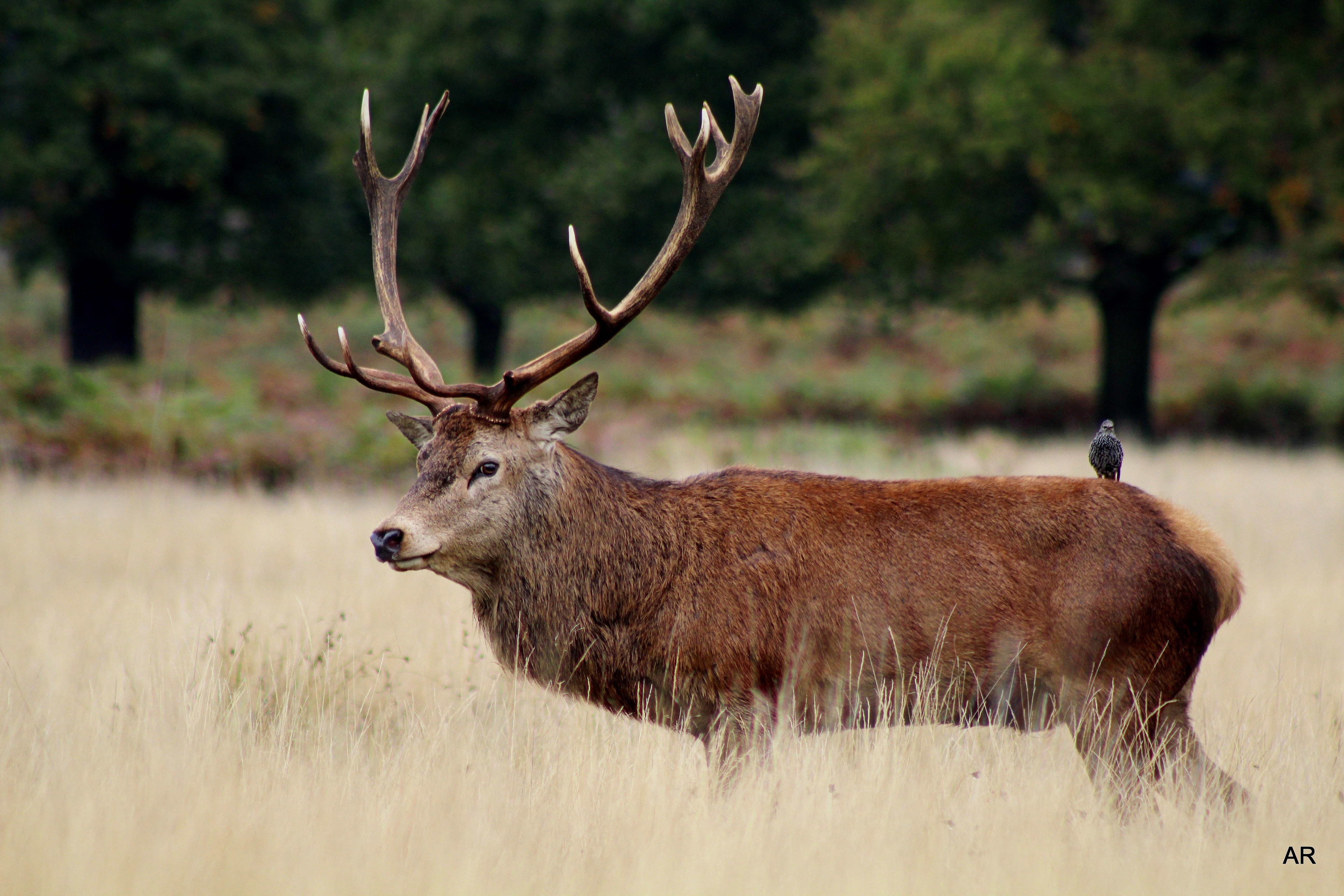
Олень і жайворонок

Річмонд-парк спочатку створений для полювання на оленів, і в даний час містить 630 благородних оленів і ланей, що вільно бродять на його території. Кожного лютого та листопада проводиться відбір з метою підтримки чисельності популяції . Також деякі олені гинуть внаслідок нещасних випадків на дорогах, під час проковтування пластикового сміття або нападу собак. Багато оленів у Річмонд-парку заражені бактерією Borrelia burgdorferi, яка може передаватися людям при укусі зараженого кліща та викликати хворобу Лайма.
Парк є важливим місцем проживання інших тварин, таких як дятли, білки, кролики, змії, жаби, ропухи, жуки-рогачі та багато інших комах ; особливий інтерес становлять рідкісні види жуків . Крім того, в Річмонд-парку росте велика кількість дерев віком до 750 років і грибів, а також налічується близько 60 видів птахів, що гніздяться .
Парк містить велику популяцію папуг Крамера. Вони виведені з птахів, звільнених із неволі .

### Ставки та струмки

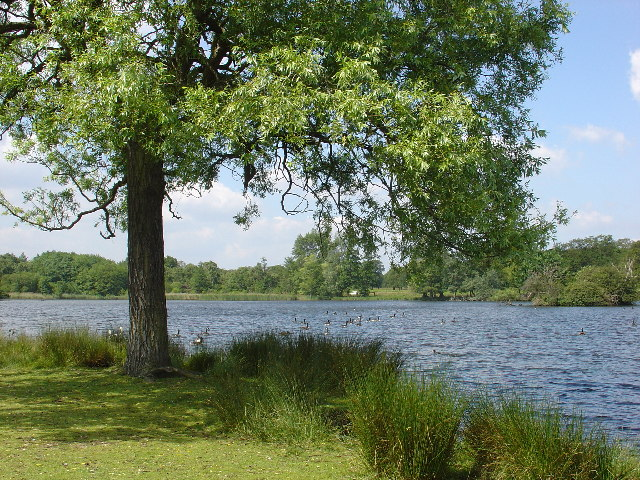
Пен Пондс. Південна частина двох великих ставків

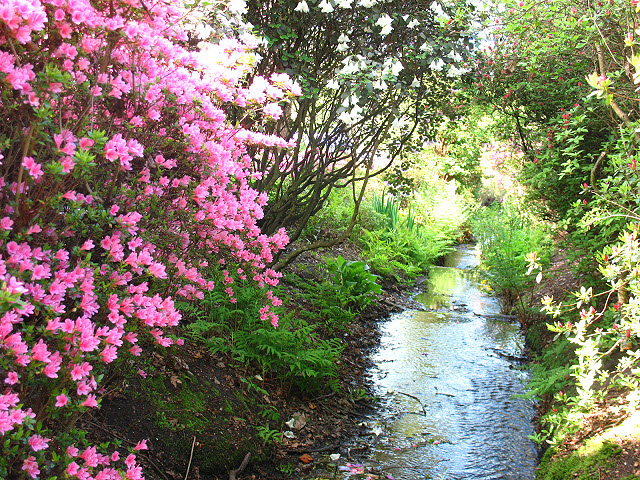
Струмок, що протікає через плантацію Ізабелла

У парку налічується близько 30 ставків. Деякі з них були створені для осушення землі або забезпечення худоби водою; Пен Пондс (англ. Pen Ponds), ведучи початок з 1746, в минулому використовувалися для розведення коропів. Вони були створені, коли для осушення заболоченої ділянки на початку XVII століття у парку було викопано траншею. Пізніше у цьому столітті вона була розширена та поглиблена за рахунок видобутку гравію для місцевого будівництва. В даний час ставки беруть початок з струмків, що течуть з височин навколо них, після чого впадають в річку Беверлі-Брук.
Води Беверлі-Брук використовуються оленями, невеликими тваринами, водоростями та деякими водяними ліліями. Назва річки пов'язана з бобрами, що жили в ній і вимерли по всій країні до XVI столітті.
Ізольована водна система плантації Ізабелла була розроблена у 1950-х роках. Вода верхнього ставка Пен Пондс відкачується в Стіл Понд, Томсонс Понд і Пегс Понд.
Аттенборо Понд — найновіший ставок парку, відкритий у липні 2014 року і названий на честь телеведучого та натураліста Девіда Аттенборо. Він був створений в рамках програми зі збереження ставків та струмків парку.